# Com Licença, Eu Vou à Luta (filme)
Com licença, Eu Vou à Luta é um filme de drama brasileiro, dirigido por Lui Farias e lançado em 1986, baseado no livro homônimo e autobiográfico de Eliane Maciel.

## Elenco
- Fernanda Torres - Eliane
- Carlos Augusto Strazzer - Otávio
- Marieta Severo - Eunice
- Reginaldo Faria - Milton
- Yolanda Cardoso - Avó
- Tania Boscoli - Cida
- Ilva Niño - Mãe de Otávio
- Duse Nacaratti - Teresa